# آدم مكابي
آدم مكابي (بالإنجليزية: Adam McCabe)‏ هو لاعب كرة قدم أمريكي في مركز الوسط، ولد في 14 أكتوبر 1991. لعب مع جورجيا ريفولوشن.